# Nova Productions
Nova Productions Limited, fondé en 1993 sous le nom Nova Games Limited, était une entreprise anglaise de développement et d'édition de jeux d'arcade et de jeux vidéo d'arcade située à Coppull dans le Lancashire en Angleterre. L'entreprise a développé des jeux d'arcade avec laserdisc. Nova Productions a créé des jeux d'arcade de test de force sous licence Addams Family et Star Trek. En 2001, Nova productions connait des démêles avec la justice au sujet de copyright autour d'un jeu vidéo

## Liste de jeux
Jeux vidéo d'arcade
- Street Viper: High Speed Stunt Chase (1993)
- Intrepid (1983)
- Port Man (1982)

Jeux vidéo d'arcade - Jeu de rachat
- Pharoahs Gold (2001)
- Pocket Money (2002)

Jeux d'arcade
- Rodeo Rumble (2000)
- screamer (1998)
- Screamer Seat Of Terror (1998)
- The New Addams Family Shocker (1999, avec Eurocom et ABC Family)
- Star Trek: Borg Contact (2000) (avec Paramount)
- Raging Ape
- Trick shot pool
- New Multi Game 5 (1990)
- The Hot Seat
- Popeye
- Tower of Terror
- The Original Shocker (1996)